# 6523 Clube
6523 Clube (1991 TC) là một tiểu hành tinh bay qua Sao Hỏa được phát hiện ngày 1 tháng 10 năm 1991 bởi McNaught, R. H. ở Siding Spring.